# クック山

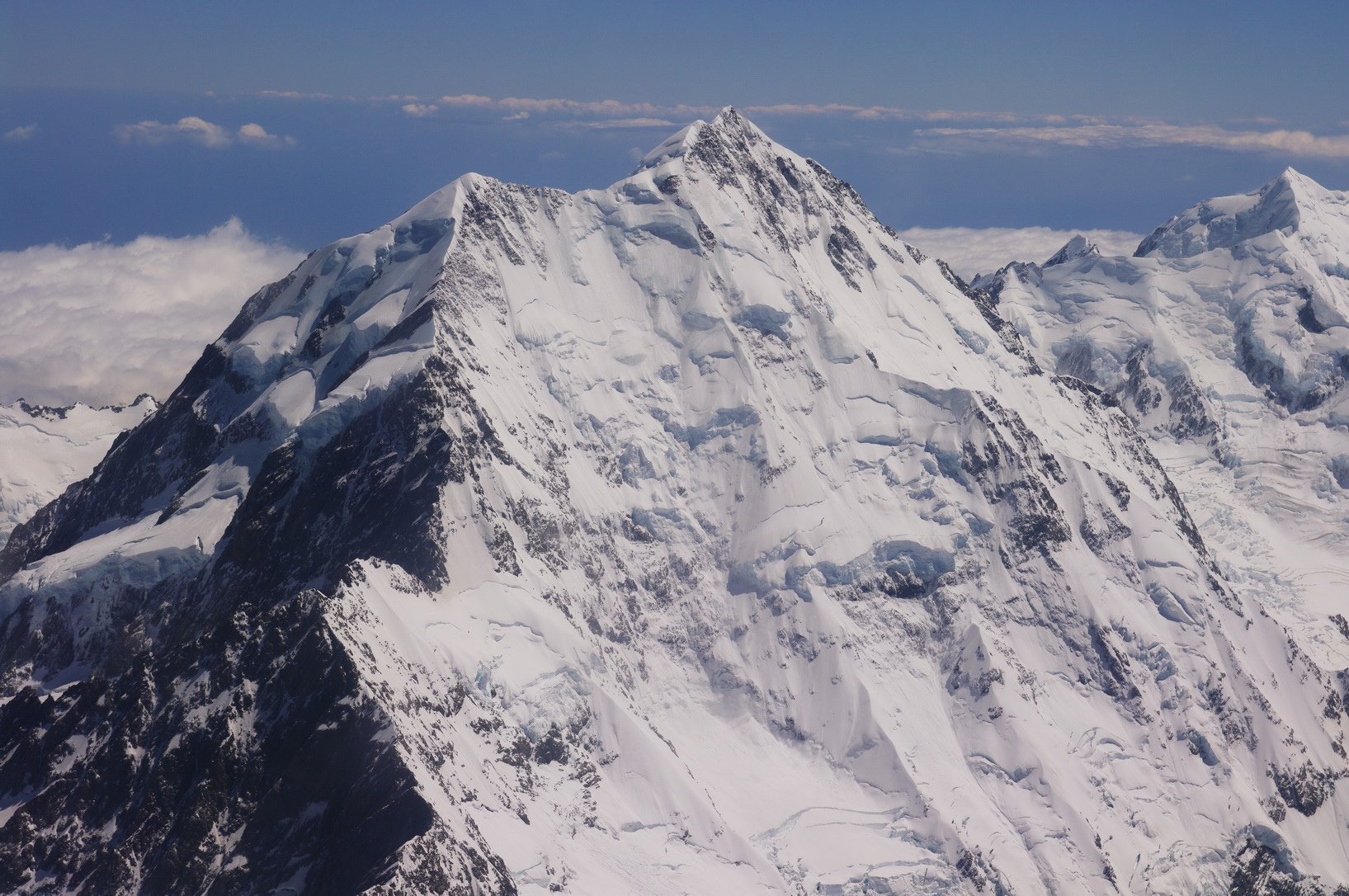
上空からの山頂部

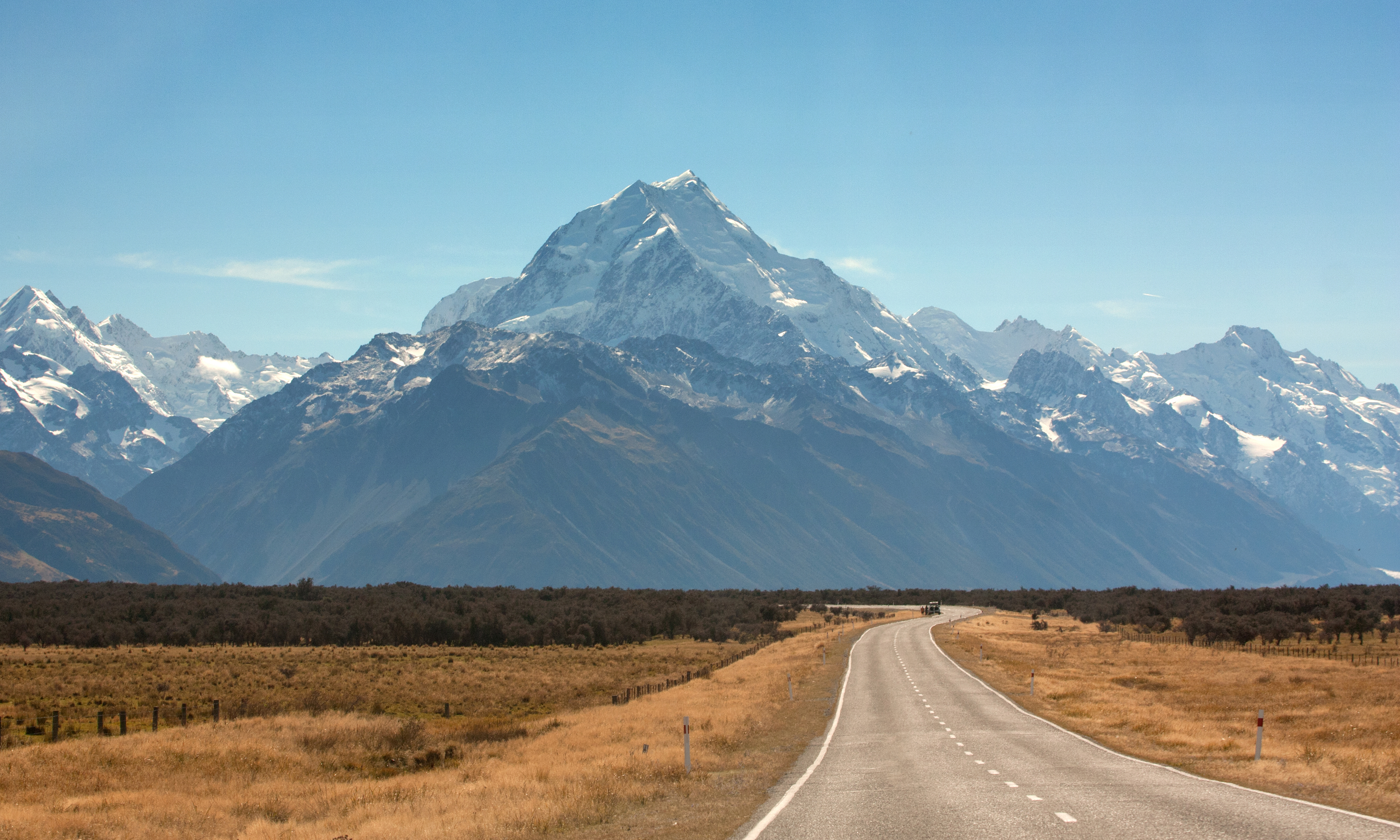
全体像

クック山（クックさん、英語: Mount Cook）またはアオラキ（マオリ語: Aoraki）は、ニュージーランドの南島にある南アルプス山脈に位置する山。標高3,724メートルはニュージーランド最高峰。かつての標高は3,764メートルだったが、1991年11月14日に山頂が崩落し10メートル低くなった後、山頂付近の厚い氷がさらに崩壊して2014年には標高3,724メートルとされた。

## 名称
「クック」はニュージーランドを探索したイギリスの海軍士官ジェームズ・クックの名が由来となっている。「アオラキ」とは、ニュージーランドの先住民族マオリ・ナイ・タフ族（Kāi Tahu）の言葉であり、マオリ語で「雲の峰」という意味である。

## 地理
カンタベリー地方の南端マッケンジー地区に位置する。山の周辺はアオラキ/マウント・クック国立公園に指定され、ニュージーランド環境保全省が所管している。

## 登山
1894年、ニュージーランド人のトム・ファイフ、ジャック・クラーク、ジョージ・グラハムによって初登頂が成し遂げられた。
世界最高峰の山々と比べると標高は低いが、登頂難易度は非常に高い。年間数百人の登山家が頂上を目指すが、その大半は途中で下山している。2011年1月までの死亡者数は227名。
夏季（12～2月）でも数十メートルの積雪が観測され、標高2000メートル以上では氷河帯に入る。天候が変わりやすく遭難事故も多い。登頂には比較的天候が安定する1月中旬から下旬がベストシーズンになる。クリスマス休暇の12月下旬に登山者が増加するが天候が荒れやすく、大半の登山者は途中下山する。
登山ルートは複数存在するが整備された登山道は1本も存在しない。登山者の多くは比較的難易度の低いリンダ氷河ルートを選択する。現存する登山ルートのほとんどで冬山登山の登頂例がない。初登頂を達成したファイフ・クラーク・グラハム隊は夏登山で北尾根ルートから登頂達成した。

## 交通
アオラキ/マウントクックの美しい姿を眺めることのできるアオラキマウントクック村へ行くには、クライストチャーチ、クイーンズタウン間を結ぶ国道から国道80号線に入り行き止まった52km先の位置にある。
バスは、ニューマンズ社、インターシティ社、グレートサイツ社、クック・コネクション社などが運行している（1日1便程度の共同運行）。
クライストチャーチからは約5時間30分、クイーンズタウンからは約4時間。季節運行便もあるので利用の際には確認が必要。

## 外部サイト
- アオラキ/マウント・クック国立公園